# جامعة نيجين الحكومية
جامعة نيجين الحكومية مؤسسة تعليم عالي أوكرانية، (بالأوكرانية: Ні́жинський держа́вний університе́т і́мені Мико́ли Го́голя) هي جامعة تقع في تشرنيهيف أوبلاست، أوكرانيا. تأسست هذه الجامعة في سنة 1805